# 河森正治
河森正治（1960年2月20日—）是日本的機械設計師、動畫監督、演出家。出生於富山縣東礪波郡（現南砺市）。
在遊戲、玩具等各領域裡也有參與。隸屬於Studio Nue。兼任SATELIGHT取締役。

## 經歷
就讀於慶應義塾高等學校時，和同學的美樹本晴彥、細野不二彥、大野木寛等人一同拜訪了以科幻美術知名的Studio Nue。考上慶應義塾大学工学部之後，做幫忙設計的打工甚至參與過戴亞克隆系列作品，就這樣於1978年進入該公司。受到前輩宮武一貴的薫陶，在《黑豹傳奇（闘士ゴーディアン）》等作品以新銳機械設計師開始受到注意。而後請退了慶應義塾大学的學業。
1982年，在Studio Nue原作的科幻動畫《超時空要塞》首次設計了主角機械的可變戰鬥機VF-1女武神，以嶄新的創意一舉成名。另外在作品企畫階段參與的構成、演出方面也發揮了他的個性。1984年的劇場作品《超時空要塞 愛還記得嗎》裡被提拔為共同監督，24歳初次監督作品其實力受到高度肯定。雖然許多人期待他的下一個作品，但沒能拿到企畫案1980年代後半在低迷中度過。短片的動畫電影《舞夢》也由於演出上的瓶頸而中止製作。
進入1990年代後，以機械設計師身份復出。經歷《閃電霹靂車》等作品，在1994年《Macross Plus》正式坐回監督的位子。此後在各方面持續活動，在《機戰傭兵》系列等作品裡也有參與遊戲的製作。的機械寵物狗AIBO的改造設計也蔚為話題。身為影像作家，在《聖天空戰記》（原作）以後，能夠看到傾向神話傳承世界的作風，在描寫宮澤賢治半個人生的《イートハーブ幻想 Kenjiの春》中開拓了機器人動畫以外的新境界。
1995年參與SATELIGHT公司的成立。2003年起擔任該公司的取締役一職，運用3DCG技術向更複雜的機械動作表現挑戰。破天荒的怪作《創聖的亞庫艾里翁》（創聖機械天使）更引起動畫迷的熱烈討論。
2019年11月于深圳舉辦「河森正治 EXPO」 40 周年紀念展，展出畢生設計原稿、動畫分鏡稿、動畫原畫及模型等超過 1300 件展品。

## 人物
- 被稱為「變形的河森」，以設計從機器人轉換到其他型態（飛行機、汽車）的變形機構為生計。不只在紙面上構圖，有時也會自己製作試作模型，提出立體化的企畫案。試作品使用樂高積木，但因為仔細檢討可動部分的關係，可能花費數年後才設計完成。而在小時候父母親所買的積木Fischer Technik，在性質上用來試作可變機械會比樂高輕鬆數倍，不過弄不到手所以使用樂高。此段在《機戰傭兵 Mechanical Guidance（アーマード・コア　メカニカルガイダンス）》的訪談中所提到。
- 身為創作者，擁有「不模仿別人」「不重複相同的模式」等對於獨創性要求的堅持。在每個作品都有令人驚奇的點子，不過對於人物多為傳統式的描寫。
- 在虛構的機械設計中，會將現實中存在的飛機和汽車等投射到作品裡為其特徵。除了真實機械以外，也有受到《雷鳥神機隊》的影響。喜愛飛機的個性為人所知，有從超音速爆撃機XB-70取用女武神的名字，而《Macross Plus》更是向西片《太空先鋒》（THE RIGHT STUFF）表示敬意的作品。
- 在製作《Macross Plus》時，為了體驗駕駛員的空間感覺，曾與機械作畫監督板野一郎到美國，實際進行過空中模擬戰。
- 在私交深篤的電影導演押井守的作品裡，提供了有活躍表現的空艇兵器等。2006年上映的押井導演的真人電影《立喰師列伝》中，以偽印度人立喰師角色參與演出。
- 因為長得黝黑有時也會使用「黒河影次」為筆名。此人物在馬克羅斯作品中以隱藏角色身份登場，遭遇到各式各樣的災難。

## 主要作品

### 電視動畫
- 1978年 - 鬥將大武士（機械設計）
- 1979年 - 黑豹傳奇（闘士ゴーディアン）（機械設計）
- 1979年 - 太空神話（宇宙伝説ユリシーズ31）（日法合作動畫的企畫、機械設計）
- 1979年 - 宇宙超人（ザ☆ウルトラマン）（機械設計）
- 1981年 - 無敵小戰士（ゴールドライタン）（機械設計）
- 1982年 - 超時空要塞（劇本、演出、監修、機械設計）
- 1991年 - 閃電霹靂車（車體設計）
- 1994年 - 超时空要塞7（原作）
- 1996年 - 聖天空戰記（原作、系列構成）
- 1996年 - イーハトーブ幻想 Kenjiの春（監督、脚本）
- 1998年 - 星際牛仔（原案協力、腳本）
- 1998年 - 星方武俠OUTLAWSTAR（機械設計）
- 2001年 - 地球少女Arjuna（原作、系列構成、監督）
- 2001年 - 地球防衛家族（原作、系列構成）
- 2002年 - 頑皮小白貂（分鏡 白河明治名義）
- 2005年 - 創聖機械天使（原作、系列構成、監督、機械設計）
- 2005年 - 交響詩篇（機械設計）
- 2006年 - 玻璃艦隊（機械設計）
- 2007年 - 機神大戰（ギガンティック設計）
- 2007年 - 星界死者之書（機械設計）
- 2008年 - 超时空要塞Frontier（原作、總監督、系列構成、Valkyrie機體設計）
- 2009年 - BASQUASH!（原作、项目主管）
- 2009年 - 動物偵探奇魯米（原作、編劇）
- 2012年 - 創聖機械天使EVOL（原作、總監督）
- 2012年 - AKB0048（原作、總監督）
- 2012年 - 交響詩篇AO（機械設計）
- 2013年 - AKB0048 Next Stage（原作、總監督）
- 2014年 - 愚者信長（原作、系列構成、機械設計）
- 2014年 - M3〜其為黑鋼〜（機械設計）
- 2015年 - 創聖機械天使LOGOS（機械設計）
- 2015年 - 新雷鳥神機隊（雷鳥S號設計）
- 2016年 - 超時空要塞Δ（原作、總監督）
- 2018年 - 重神机潘多拉（原作、總監督）
- 2018年 - 飞龙女孩（機械設計）

### Web动画
- 时期未定 - MAKE MY DAY（機械設計）

### 動畫電影
- 1982年 - Technopolis 21C（機械設計）
- 1983年 - Crusher Joe（作画、機械設計）
- 1989年 - 機動警察 the Movie（機械設計協力）
- 1993年 - 機動警察2 the Movie（機械設計）
- 1995年 - GHOST IN THE SHELL / 攻殻機動隊（機械設計）
- 2003年 - WXIII 機動警察（機械設計）
- 2007年 - 上海大龍（總監督）
- 2019年 - 劇場版 為了誰的鍊金術士（總監督）

### OVA動畫
- 1987年 - 破邪大星 彈劾凰（主要機械設計）
- 1991年 - 機動戰士Gundam 0083：Stardust Memory（鋼彈試作1號機、2號機、ALBION戰艦的造型）
- 1992年 - 閃電霹靂車11（車體設計）
- 1993年 - 裝甲兵天使（概念設計、機械設計）
- 1994年 - 閃電霹靂車ZERO（車體設計）
- 1994年 - Macross Plus（機械設定）
- 1996年 - 閃電霹靂車SAGA（車體設計）
- 1998年 - 閃電霹靂車SIN（車體設計）
- 1998年 - 青之6號（機械設計）
- 2007年 - 創聖的亞庫艾里翁 －背叛的翅膀－ (原作、系列構成、監督、機械設計）

### 特攝實寫
- 1989年 - GUNHED（機械設計）
- 1996年 - 宇宙船レムナント6（機械設計）
- 2006年 - 立喰師列伝（「中辣的Sub」角色）

### 遊戲
- 1989年 - Out Live（機械設計）
- 1997年 - 機戰傭兵系列（概念設計、機械設計）
- 1997年 - 馬克羅斯 DIGITAL MISSION VF-X系列（総監修、機械設計）
- 1998年 - 超鋼戰紀（企画、機械設計）
- 1999年 - Omega Boost（CG監修、機械設計）
- 2006年 - PS2 - 新世紀GPX閃電霹靂車 Road to the Infinity 3
- 2011年 - 空戰奇兵：突擊地平線 （設計ASF-X Shinden II）
- 2016年 - 為了誰的鍊金術師（OP影片監督）

### 工業製品、CM
- 1980年 - DIACLONE（TAKARA的玩具機器人設計）
- 1992年 - BattleTech（桌上遊戲的日語版監修）
- 2001年 - AIBO（ERS-220的外裝設計）
- 2006年 - 變形金剛系列 （DIACLONE以來的設計監修）
- 2020年 - wena wrist （ Sony wena CM）

## 外部連結
- SATELIGHT 官方網站 （页面存档备份，存于）（日語）
- 創聖的大天使 官方網站 （页面存档备份，存于）（日語）
- 个人官网 （页面存档备份，存于）（日語）